# Státní poznávací značky ve Slovinsku

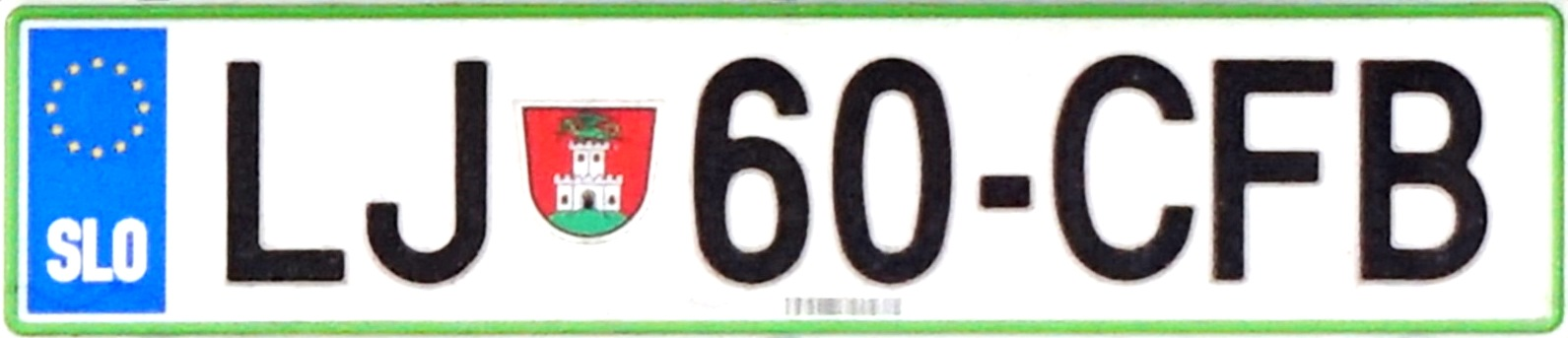
Aktuální registrační značky vydávané od 30. června 2008

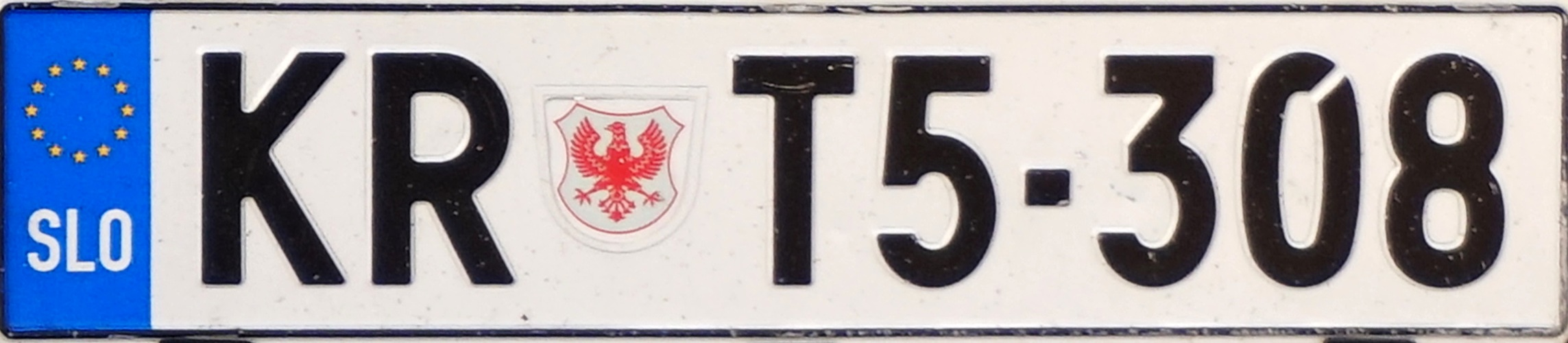
Registrační značky vydávané od 1. května 2004 do 29. června 2008

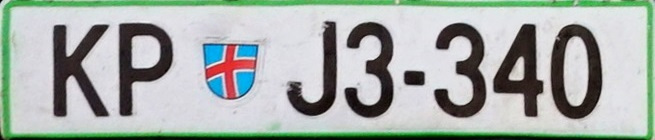
Registrační značky vydávané do 30. dubna 2004

Slovinské státní poznávací značky (registrační značky) byly zavedeny roku 1992 jako náhrada za původní jugoslávské. Současná podoba je používána od roku 2009.

## Podoba značek
Státní poznávací značka začíná vlevo modrým pruhem s dvanácti hvězdami a označením SLO (v této podobě používán od roku 2004). Následují dvě velká písmena, která označují příslušný okres. V pořadí další je znak občiny a dva bloky písmen a čísel, vzájemně oddělené pomlčkou. Orámování tabulek je zelené, mezi lety 2004–2009 bylo černé. Pro zápis čísel a písmen je použito písmo Helvetica. Na značkách se nevyužívají písmena Č, Š, a Ž, písmena X, Y a W však uváděna jsou.

## Zvláštní typy značek

### Značky na přání

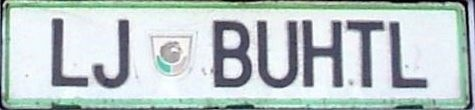
Registrační značka na přání (před 1. květnem 2004)

Za poplatek jsou vydávány registrační značky na přání. Za zkratkou okresu a znakem následuje zvolený nápis.

### Jednostopá vozidla
Motocykly dostávají dvouřádkové tabulky, které mají vzhled shodný s běžnými registračními značkami. Pro mopedy se užívají žluté třířádkové číselné štítky. V levém horním rohu mají označení Evropské unie, dále zkratku okresu a znak občiny. V druhém a třetím řádku jsou kombinace písmen a čísel.

### Přívěsy
Přívěsy používají stejnou tabulku jako osobní automobily. Až do roku 2008 bylo pořadí údajů obrácené; značky začínaly kombinací písmen a čísel a končily znakem a zkratkou okresu. Obrácené pořadí bylo převzato z původních jugoslávských značek. Ze států bývalé Jugoslávie se takové označení používá už jen na srbských státních poznávacích značkách.

### Zemědělská vozidla
Zemědělská vozidla mají tabulku s tmavě zeleným pozadím a bílým nápisem.

### Dočasné značky

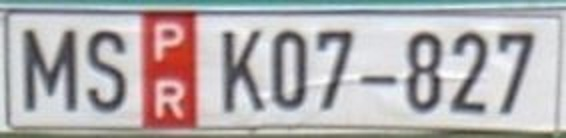
Dočasná registrační značka

Časově omezené registrační značky jsou téměř shodné s běžnými, na pravém okraji je však uveden rok platnosti. Do roku 2004 měly světle zelené pozadí.

### Zkušební značky

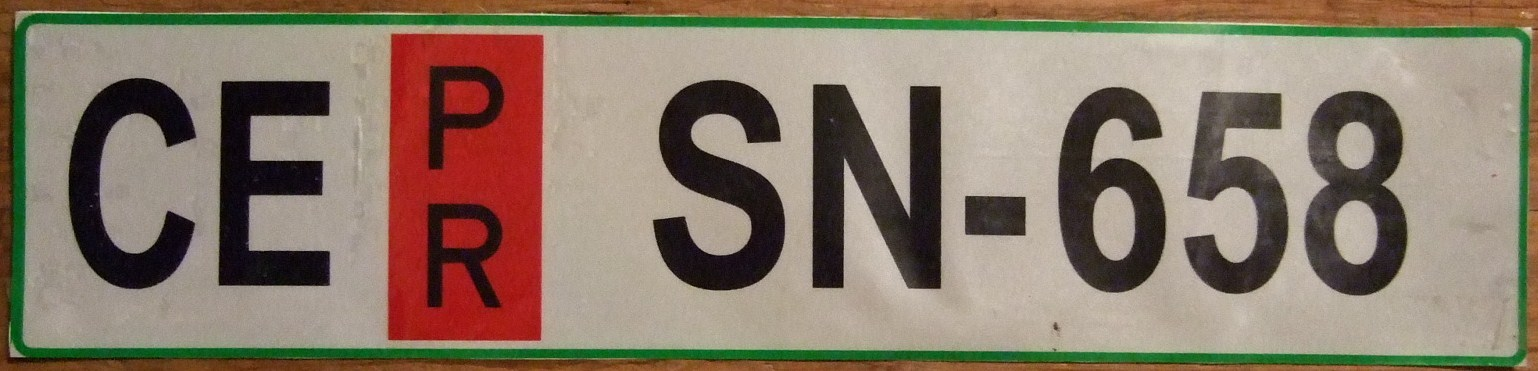
Zkušební registrační značka

Zkušební značky odlišuje slovo PREIZKUŠNJA nebo vertikální červený pruh s písmeny PR.

### Exportní značky

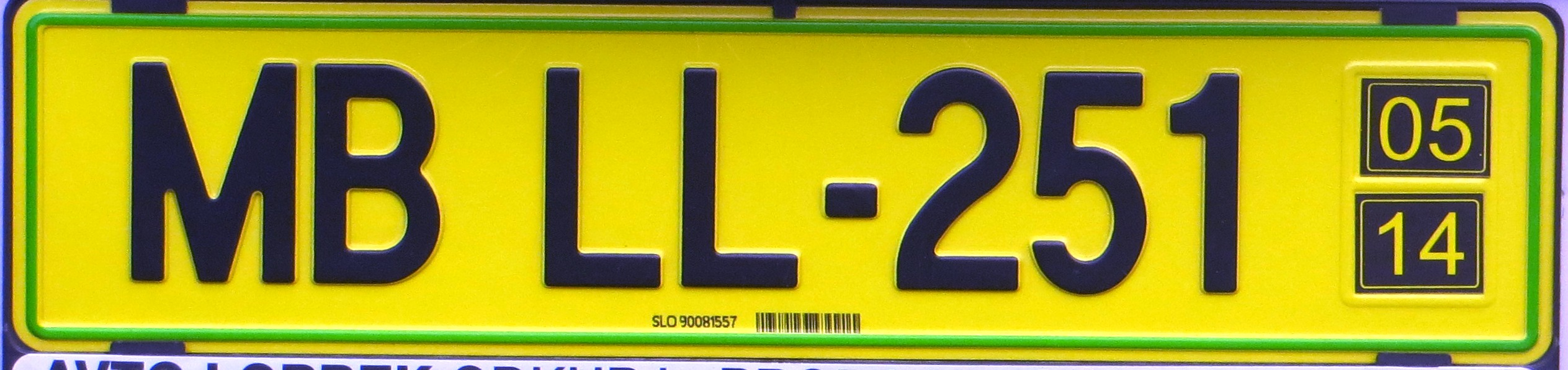
Exportní registrační značka

Vozidla určená k vývozu ze země dostávají žluté registrační značky. Jsou obdobné běžným značkám, na pravém okraji však mají dvě černá políčka s označením měsíce a roku platnosti. Do roku 2008 bylo na těchto tabulkách písmo červené.

### Policejní značky

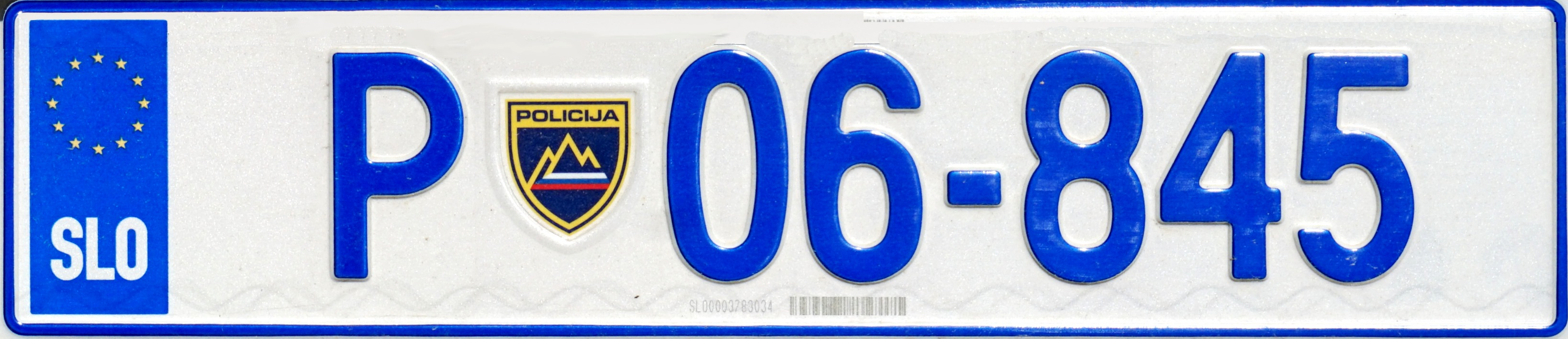
Policejní registrační značka

Registrační značky policejních vozidel mají modré písmo a začínají vždy písmenem P. Nesou znak slovinské policie, za kterým následuje pět čísel ve dvou skupinách, jež jsou odděleny pomlčkou.

### Diplomatické značky

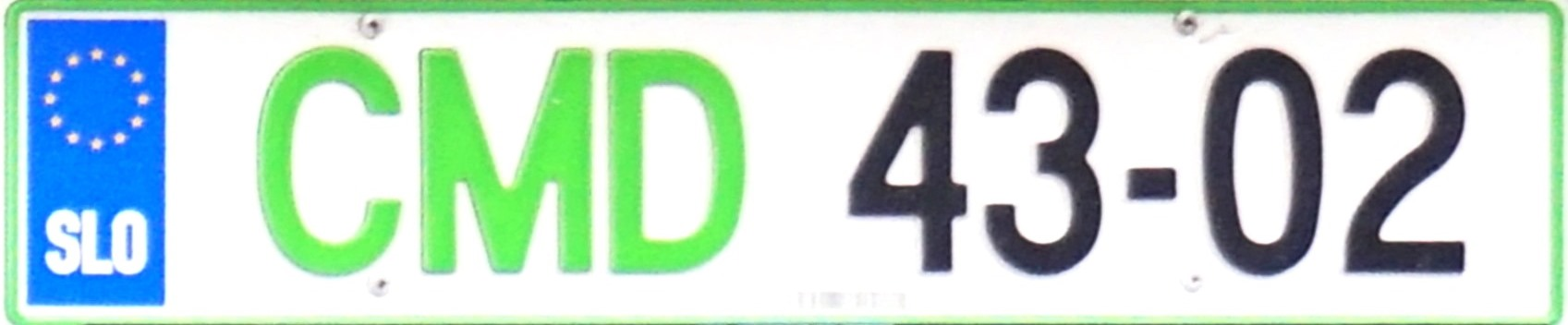
Diplomatická registrační značka

Diplomatické značky začínají vždy zelenými písmeny. Písmena CMD označují vozidlo pro velvyslance, CD pro diplomaty, CC pro konzuly a M pro příslušníky diplomatických a konzulárních sborů nebo mezinárodních organizací působících ve Slovinsku. Oproti běžným registračním značkám nemají znak. Za zkratkou následuje číselné označení v černé barvě. To udává zemi původu a za pomlčkou další číselné rozlišení. Po osamostatnění Slovinska se diplomatické registrační značky podobaly jugoslávským. Byly černé se žlutým nápisem, který tvořila zkratka okresu, číslice označující zemi původu a písmena. Na konci byl uveden rok platnosti. Černé tabulky byly roku 1996 nahrazeny oranžovými a roku 2000 aktuálně používanými.

### Vojenské značky

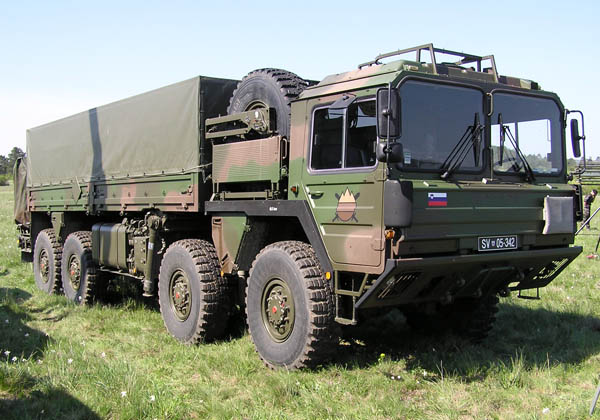
Registrační značka na vojenském vozidle

Značky slovinských bojových sil mají černé pozadí a začínají písmeny SV – zkratka znamená Slovenska vojska (česky Slovinská armáda). Následuje znak armády, číselné označení původu vozidla a číselná kombinace. Registrační značky podle stejného vzoru byly používány do roku 1997 se zkratkou TO – Teritorialna obramba (česky Teritoriální obrana).

## Zkratky okresů
Systém označení vozidel podle okresů byl převzat z dob Jugoslávie. Původní jugoslávské okresy však po osamostatnění Slovinska zanikly a používají se tak pouze pro označení vozidel a ve struktuře slovinské policie.
| Zkratka | Město (bývalý okres) |
| ------- | -------------------- |
| CE      | Celje                |
| GO      | Nova Gorica          |
| KK      | Krško                |
| KP      | Koper                |
| KR      | Kranj                |
| LJ      | Lublaň               |
| MB      | Maribor              |
| MS      | Murska Sobota        |
| NM      | Novo mesto           |
| PO      | Postojna             |
| SG      | Slovinský Hradec     |

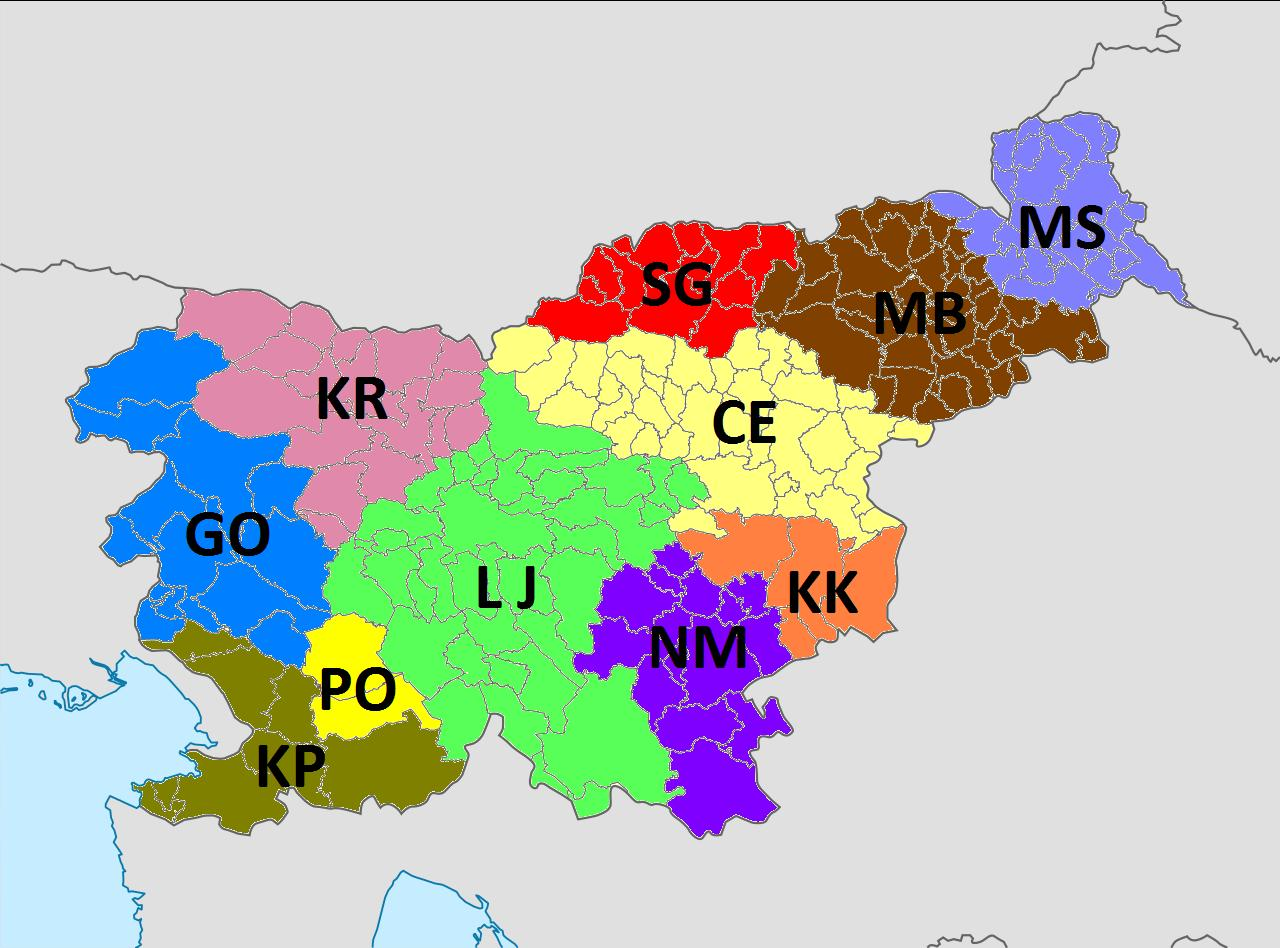
Zkratky na registračních značkách

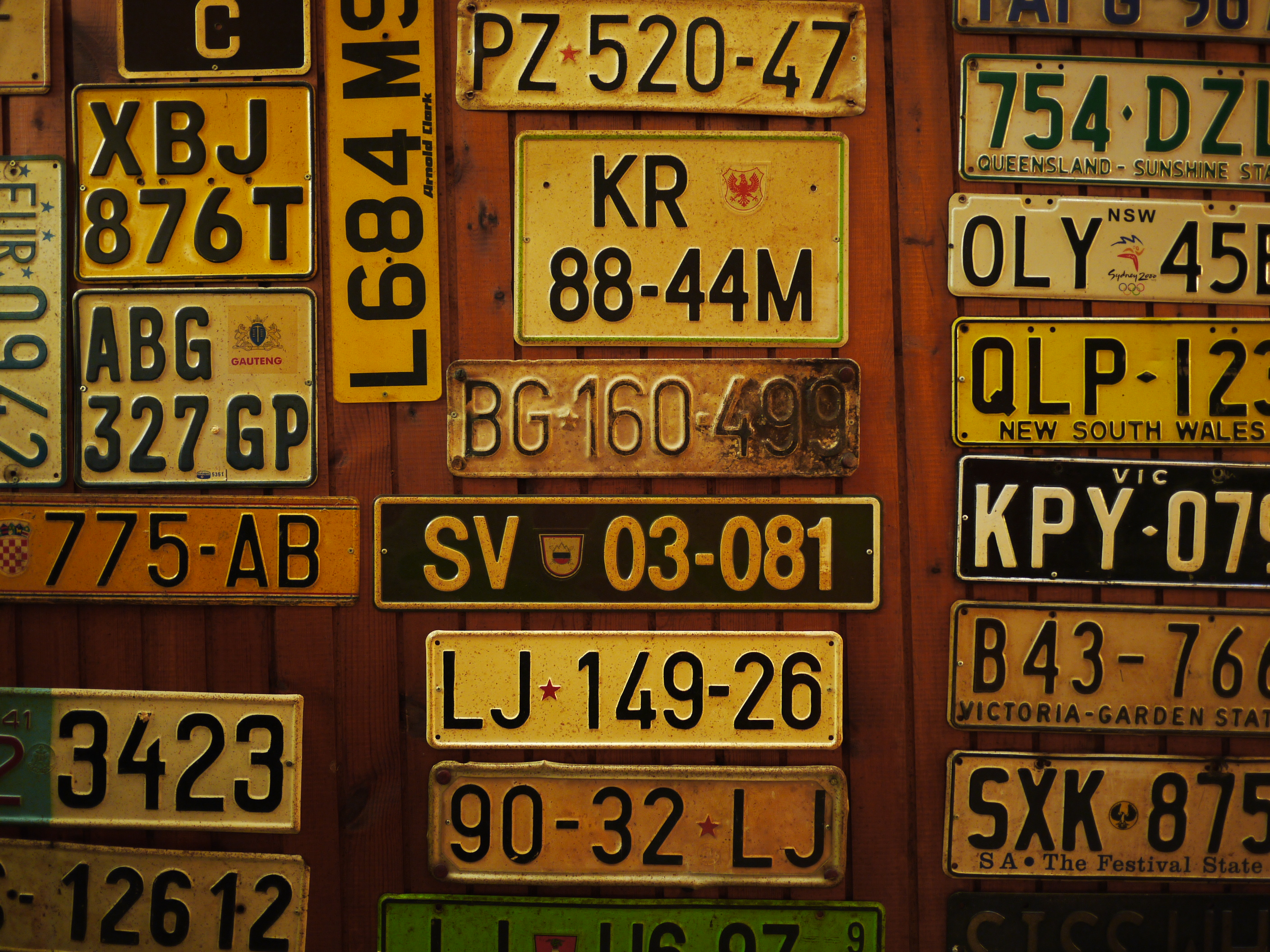
Staré registrační značky (uprostřed jugoslávské)

Pro vojenské státní poznávací značky se používá následující označení:
| Číslo | Město         |
| ----- | ------------- |
| 01    | Lublaň        |
| 02    | Maribor       |
| 03    | Novo mesto    |
| 04    | Murska Sobota |
| 05    | Kranj         |
| 06    | Postojna      |
| 07    | Koper         |